# Independence Park
Independence Park, también conocido comúnmente como The Office (en español, La Oficina), es un complejo deportivo y cultural, ubicado en la ciudad de Kingston, capital de Jamaica, construido para los Juegos de la Mancomunidad de 1966 (British Empire and Commonwealth Games), que tuvieron lugar del 4 al 13 de agosto de ese año.
Este recinto da cabida a una gran variedad de deportes, siendo la estructura del Estadio Nacional de Jamaica su inmueble más importante. Tiene un aforo con una capacidad total de 35 000 personas, lo que lo convierte en el mayor escenario deportivo del país y del Caribe en general.
La entrada al complejo está demarcada por una estatua del icono musical de Jamaica, Bob Marley.

## El estadio Nacional

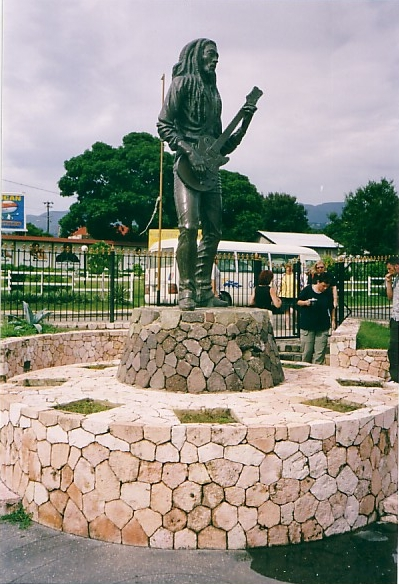
Estatua de Bob Marley.

El Estadio Nacional se utiliza principalmente para el fútbol (es el campo casero de la Federación de Fútbol de Jamaica y de su Selección), pero también se considera la punta de la competencia atlética en el Caribe, siendo la sede habitual de la selección nacional de atletismo de Jamaica para los Juegos Olímpicos y para los Juegos de la Mancomunidad.
También es la sede de la selección nacional de rugby.
Fue construido en 1962 para los Juegos Centroamericanos y del Caribe, para el que fue el estadio principal y anfitrión de la ceremonia de inauguración y de clausura, el atletismo y eventos de ciclismo. En él también se celebraron los Juegos de la Mancomunidad de 1966.
De forma ovalada y completamente cerrada, tiene capacidad para 35 000 personas.
Las instalaciones incluyen:
- Una regulación de 400 metros para pista de atletismo (hay una pista de calentamiento al este del estadio principal que ha sido remodelado recientemente para crear una segunda pista de clase mundial para competición). (
- Un velódromo de 500 metros de concreto que rodea la pista de atletismo
- Un campo de fútbol según Reglamento FIFA
- Un centro de medios
- 11 palcos privados, un palco real.
- Una estatua del medallista de oro olímpico Don Quarrie que custodia la entrada al estadio[2]
- Otras estatuas en el complejo son las de Arthur Wint, Herb McKenley y Merlene Ottey[4]
- El parque oficial de la cadena Nickelodeon.

## Piscinas de natación y buceo olímpico
Las piscinas fueron construidas para albergar los eventos acuáticos de los Juegos Centroamericanos y del Caribe de 1962. La piscina principal fue modificada para dar cabida a los Juegos de la Mancomunidad del 1966 que exige que las distancias sean en yardas en lugar de metros.
En la actualidad tiene capacidad para 8 500 personas.

## The National Arena
The National Arena fue construida para albergar los eventos de halterofilia y lucha libre efectuados para los Juegos de la Mancomunidad del 1966.
Tiene una capacidad para 3 000 personas y fue inaugurada en 1963.
En la actualidad se utiliza para una amplia gama de actividades, como torneos deportivos (baloncesto, tenis de mesa, etc), exposiciones comerciales, exhibiciones de flores, el Festival Nacional de la canción y concursos de disfraces y los funerales de Estado.

## ElNational Indoor Arena
The National Indoor Arena, fue construido junto a The National Arena para acoger el Campeonato Mundial de Netball de 2003.
Tiene una capacidad para 6 000 personas y abrió sus puertas en 2002.

## El Instituto de Deportes
El Instituto de Deportes (INSPORTS) fue creado en 1978 por el Gobierno de Jamaica para promover el desarrollo del deporte a escala nacional. Está ubicado junto al Estadio Nacional. El edificio alberga las asociaciones de tenis de mesa y voleibol de Jamaica en el piso inferior; las asociaciones de Netball Jamaica, Special Olympics y Basketball (JABA) en el segundo piso; y el Instituto de Deportes en el piso superior.